# 1920

## أحداث
- تأسيس مدينة ستروميكا وتقع حاليا في مقدونيا.
- تأسيس مدينة بارنتسبورغ وتقع حاليا في النرويج.
- تأسيس مدينة جولاغات وتقع حاليا في الهند.
- تأسيس مدينة كاونياينن وتقع حاليا في فنلندا.
- بداية الحرب السورية الفرنسية في 1 مارس 1920 حتى انتهائها في 25 يوليو 1920.
- نهاية الحرب الهنغارية الرومانية في 1 مارس 1920 والتي بدأت في 1 نوفمبر 1918.
- نهاية اجتياح سيبيريا في 1 يوليو 1920 والتي بدأت في 1 أغسطس 1918.
- نهاية الحرب السوفياتية الفنلندية الأولى في 14 أكتوبر 1920 والتي بدأت في 15 مايو 1918.
- بداية حروب الريف في 1920 والتي انتهت في 1927.
- نهاية الحرب البولندية الليتوانية في 1920 والتي بدأت في 1919.
- نهاية النزاع الجورجي الأوسيتي 1918-1920 في 1920 والتي بدأت في 1918.
- نهاية الحرب السوفياتية الفنلندية الأولى في 14 أكتوبر 1920 والتي بدأت في 1 مارس 1918.

### يناير
- 2 يناير - شن ثانية غارات بالمر، اعتقل 4025 آخرين ممن يشتبه بكونهم شيوعيين وفوضويين واحتجازهم بدون محاكمة. جرت هذه المداهمات في عدة مدن أمريكية.
- 7 يناير
  - ألكسندر كولتشاك أميرال قوات الروس البيض يستسلم في كراسنويارسك. ترتبت على ذلك مسيرة الجليد السيبيري الكبرى.
  - مجلس ولاية نيويورك يرفض انضمام خمسة أعضاء اشتراكيين منتخبين.
- 9 يناير - شاهد آلاف المتفرجين «الإنسان الطائر» جورج بولي وهو يتسلق مبنى وولوورث في نيويورك. وصل إلى الطابق 30 قبل أن يتم القبض عليه.
- 10 يناير - ميثاق عصبة الأمم يدخل حيز النفاذ.
- 11 يناير - جمهورية أذربيجان الديمقراطية يُعترف بها بحكم الأمر الواقع من قبل القوى الأوروبية في فرساي.[1]
- 13 يناير - نيو يورك تايمز تسخر من عالم الصواريخ الأمريكي روبرت غودارد. سيردت كل ذلك على الصحيفة علانية لاحقًا يوم 17 يوليو عام 1969 عندما قام طاقم أبولو برحلته إلى القمر.[2]
- 16 يناير
  - بداية حظر الكحول في الولايات المتحدة بدخول التعديل الثامن عشر على الدستور حيز التنفيذ.
  - حلفاء الحرب العالمية الأولى يطلبون من هولندا تسليم القيصر الألماني فيلهلم الثاني، الذي لاذ بالفرار هناك.
- 19 يناير - مجلس الشيوخ الأمريكي يصوت ضد الانضمام إلى عصبة الأمم.
- 22 يناير - تشكيل حزب الدولة الأسترالي رسميًا، بقيادة نيلسون بولارد.
- 23 يناير - هولندا ترفض تسليم القيصر الألماني.
- 28 يناير
  - تأسيس الفيلق الإسباني وتمركزه في المغرب.
  - تركيا تتخلى عن الدولة العثمانية، ومعظم المناطق غير التركية.

### فبراير
- 2 فبراير
  - حرب الاستقلال الإستونية: توقيع معاهدة سلام تارتو، منهية الحرب ومعترفة باستقلال إستونيا.
  - فرنسا تحتل ميمل.
  - سيد محمد خان يتنازل عن حكم خانية خيوة.
- 7 فبراير إعدام الأميرال كولتشاك وفيكتور بيبلييف رميًا بالرصاص بالقرب من إيركوتسك.
- 9 فبراير—عصبة الأمم تعطي سفالبارد إلى النرويج.
- 10 فبراير - يوزف هالر ينفذ رمزيًا زفاف بولندا من البحر، احتفالا باستعادة المنفذ البولندي إلى البحر المفتوح.
- 11 فبراير - ولادة الملك فاروق الأول الذي حكم مصر بين عامي 1936 و 1952
- 14 فبراير تأسيس عصبة الناخبات في شيكاغو.
- 17 فبراير - امرأة تدعى آنا أندرسون تحاول الانتحار في برلين، وتنقل إلى مستشفى للأمراض العقلية، حيث تدعي بأنها أناستاسيا ابنة القيصر الروسي نيقولا الثاني.
- 20 فبراير - زلزال يضرب مدينة غوري في جورجيا موديًا بحياة 114 شخصًا.
- 21 فبراير - تأسيس المقاطعة الجزيرة ماريندوك في أرخبيل الفلبين.
- 24 فبراير - أدولف هتلر يعرض برنامجه الاشتراكي الوطني في ميونيخ.

### مارس
- مارس
  - المؤتمر السوري يعلن سوريا مستقلة وفيصل الأول ملكًا عليها.
  - أول إنشاء سلمي في العالم لحكومة ديمقراطية اشتراكية في السويد. يالمر برانتن تولى الأمر بعد استقالة نيلس إدين.
- 1 مارس - الأميرال ورجل دولة المجري ميكلوش هورتي يصبح وصي المجر.
- 13 مارس - 17 مارس - فولفغانغ كب يفشل في محاولة انقلاب في ألمانيا بسبب المقاومة الشعبية والإضراب العام.
- 15 مارس - تشكيل جيش الرور الأحمر، وهو جيش شيوعي من 60000 رجل، في ألمانيا.
- 19 مارس - الكونغرس الأمريكي يرفض التصديق على معاهدة فرساي.
- 23 مارس - الأميرال هورتي يعلن المجر ملكية بدون أي شخص على العرش.
- 26 مارس
  - الحكومة الألمانية تطلب من فرنسا الإذن باستخدام قواتها ضد جيش الرور الأحمر المتمرد في المنطقة الفرنسية المحتلة.
  - حرب الاستقلال الأيرلندية: وصول شرطة البلاك أند تانس الخاصة إلى إيرلندا.
- 28 مارس - إعصار أحد الشعانين يضرب منطقة البحيرات العظمى وولايات الجنوب العميق.
- 29 مارس - السير وليام روبرتسون، الذي جند في 1877، يصبح فيلد مارشال الجيش البريطاني، وأول جندي عادي ليصل إلى هذه الرتبة.
- 31 مارس - تقديم قانون حكومة إيرلندا لسنة 1920 إلى برلمان المملكة المتحدة.

### أبريل
- 2 أبريل - الجيش الألماني يسير نحو الرور لمحاربة جيش الرور الأحمر.
- 4 أبريل - انتفاضة موسم النبي موسى: اندلاع اشتباكات بين السكان العرب واليهود في القدس؛ قـُتل 9 أشخاص وأصيب 216.
- 6 أبريل - إعلان جمهورية أقصى شرق سيبيريا قصيرة الأجل.
- 11 أبريل - الثورة المكسيكية: ألفارو أوبريغون يهرب من مكسيكو سيتي خلال محاكمة تهدف إلى تشويه سمعته، ويهرب إلى ولاية غيريرو حيث انضم إلى فورتوناتو مايكوت.
- 19 أبريل - ألمانيا وروسيا البلشفية توافقان على تبادل أسرى الحرب.
- 20 أبريل
  - الثورة المكسيكية: ألفارو أوبريجون يعلن في تشيلبانسينغو أنه ينوي مقاومة حكم فينوستيانو كارانسا.
  - افتتاح دورة الألعاب الاولمبية في أنتويرب، بلجيكا.
- 23 أبريل تأسيس المجلس التركي على يد مصطفى كمال أتاتورك. يدين حكومة السلطان محمد السادس ويعلن دستورًا مؤقتًا.
- 24 أبريل - الحرب البولندية السوفيتية: القوات البولندية والأوكرانيين المناهضين للسوفييت يهاجمون الجيش الأحمر في أوكرانيا السوفيتية.
- 26 أبريل - إنشاء جمهورية خوارزم الشعبية السوفييتية رسميًا من قبل روسيا البلشفية خلفا خانية خيوة.

### مايو
- 3 مايو - فشل انقلاب بلشفي في جمهورية جورجيا الديمقراطية.
- 7 مايو
  - الحرب البولندية السوفيتية: القوات البولندية تحتل كييف. وحكومة جمهورية أوكرانيا الشعبية تعود إلى المدينة.
  - الثورة المكسيكية: فينوستيانو كارانسا يترك مكسيكو في قطار كبير.
  - معاهدة موسكو (1920): روسيا السوفييتية تعترف باستقلال جمهورية جورجيا الديمقراطية لتغزوها بعد ستة أشهر فقط.
- 15 مايو - الثورة الروسية: إعدام الجندية البيضاء الروسية ماريا بوتشكاريفا في روسيا السوفياتية.
- 19 مايو - الثورة المكسيكية: القوات ألفارو أوبريغون تدخل مكسيكو.
- 16 مايو
  - تطويب جان دارك قديسة. بحضور أكثر من 30,000 شخص للحفل المقام في روما، منهم 140 من نسل أسرة جان دارك. ترأس البابا بنديكتوس الخامس عشر الطقوس، في كاتدرائية القديس بطرس في روما.
  - استفتاء في سويسرا يتم لصالح الانضمام إلى عصبة الأمم.
- 17 مايو - مغادرة القوات الفرنسية والبلجيكية للمدن التي احتلوها في ألمانيا.
- 20 مايو - الثورة المكسيكية: فينوستيانو كارانسا يصل إلى سان انطونيو. مهاجمته قوات رودولفو هريرو ليلا وأطلقت النار عليه.
- 24 مايو - دفن فينوستيانو كارانسا في مكسيكو، والقبض على كل حلفاء حداده. ويتم انتخاب أدولفو دي لا ويرتا رئيسًا مؤقتًا.
- 26 مايو - المعارضة المناهضة للسوفياتية في جمهورية أذربيجان السوفيتية الاشتراكية تقوم بتمرد فاشل في كنجه.
- 27 مايو - توماج غاريغوي ماساريك يصبح رئيسًا لتشيكوسلوفاكيا.
- 29 مايو - فيضانات مدينة لاوث، لينكونشير تقتل 23 شخصًا.

### يونيو
- 4 يونيو - معاهدة تريانون: عودة السلام بين دول الحلفاء والمجر. خسرت المجر 72 ٪ من أراضيها.
- 12 يونيو - الحرب البولندية السوفيتية: الجيش الأحمر يستعيد كييف.
- 13 يونيو - اغتيال أسعد باشا توباني، حاكم ألبانيا الاسمي، على يد عوني رستمي في باريس.
- 15 يونيو - اتفاقية حدودية جديدة بين ألمانيا والدنمارك تعطي شمال شليسفيش إلى الدنمارك.
- 22 يونيو - اليونان تهاجم القوات التركية.
- 30 يونيو - اندلاع ثورة العشرين في العراق ضد البريطانيين.

### يوليو
- 1 يوليو - ألمانيا تعلن حيادها في الحرب الدائرة بين بولندا وروسيا السوفياتية.
- 2 يوليو - الحرب البولندية السوفيتية: الجيش الأحمر يواصل هجومه في بولندا.
- 23 يوليو - آرثر ميين يصبح تاسع رؤساء وزراء كندا.
- 12 يوليو - روسيا البلشفية تعترف باستقلال لتوانيا.
- 19 يوليو - 7 أغسطس - انعقاد المؤتمر للشيوعية الدولية الثاني في سانت بطرسبرغ وموسكو. واعتماد الشروط الإحدى والعشرون المشهورة.
- 20 يوليو - المملكة المتحدة تتنازل عن سيطرتها القصيرة على ميناء باطومي الرئيسي على بحر الأسود لجمهورية جورجيا الديمقراطية.
- 22 يوليو - الحرب البولندية السوفيتية: بولندا تطلب السلام مع روسيا البلشفية (رُفض).
- 23 يوليو - معركة ميسلون: الفرنسيون يهزمون الجيش السوري.
- 24 يوليو - القوات الفرنسية تحتل دمشق وتسقط فيصل الأول عن عرش سوريا.
- 26 يوليو - الثورة المكسيكية: بانشو فيا يحتل سابينا ويتصل بدي لا هويرتا لتقديم استسلام مشروط. وقع استسلامه يوم 28 يوليو.

### أغسطس
- 2 أغسطس - حرب الاستقلال الأيرلندية: البرلمان البريطاني يمرر مشروع قانون لاستعادة النظام في إيرلندا، يعلق محاكمات المحلفين.
- 3 أغسطس - حرب الاستقلال الأيرلندية: شغب كاثوليكي في بلفاست.
- 10 أغسطس - ممثلو السلطان العثماني محمد السادس يوقعون على معاهدة سيفر.
- 11 أغسطس - روسيا البلشفية تعترف باستقلال إستونيا ولاتفيا.
- 13 أغسطس - 25 أغسطس - الحرب البولندية السوفيتية: هزيمة الجيش الأحمر في معركة وارسو.
- 15 أغسطس - حرب الاستقلال الأيرلندية: حرق بلدية تمبلمور، إيرلندا، أثناء أعمال الشغب.
- 19 أغسطس - 25 أغسطس - إنتفاضة سيليزيا الثانية: البولنديون في سيليزيا العليا ينتفضون ضد الألمان.
- 26 أغسطس تمرير التعديل التاسع عشر لدستور الولايات المتحدة، يضمن حق تصويت النساء.

### سبتمبر
- 4 سبتمبر - افتتاح «فوج الأجانب» (الفيلق الإسباني) في إسبانيا.
- 5 سبتمبر - بدء الانتخابات الرئاسية في المكسيك.
- 8 سبتمبر - غابرييلي دنونسيو يعلن وصاية كارنارو الإيطالية في مدينة فيومي.
- 16 سبتمبر - تفجير وول ستريت: انفجار قنبلة في عربة الخيل أمام مبنى جون بيربونت مورجان في مدينة نيويورك، راح ضحيته 38 شخص وأُصيب 400 آخرين.
- 27 سبتمبر - الحرب البولندية السوفيتية: روسيا البلشفية تطلب الصلح مع بولندا.
- 29 سبتمبر - أدولف هتلر يؤدي أول خطاب سياسي عام له في النمسا.

### أكتوبر
- 9 أكتوبر - القوات البولندية تدخل فيلنيوس.
- 10 أكتوبر
  - استفتاء كيرنتن: صوت أغلب مقاطعة كيرنتن لأن تصبح جزءًا من النمسا بدلا من يوغوسلافيا.
  - حدوث معركة الجهراء بين الكويتيون والإخوان.
- 12 أكتوبر- الحرب البولندية السوفيتية: بعد احتلال الجيش البولندي لترنوبل ودوبنو ومينسك ودريسا، يفرض وقف إطلاق النار.
- 14 أكتوبر - إبرام معاهدة سلام تارتو بين الاتحاد السوفياتي والحكومة الفنلندية.
- 26 أكتوبر - إعلان ألفارو أوبريغون رئيسًا منتخبًا للمكسيك.
- 27 أكتوبر
  - عصبة الأمم تنتقل إلى مقرها في جنيف، سويسرا.
  - تشكيل أول حكومة وطنية مؤقتة في العراق.[3]

### نوفمبر
- 2 نوفمبر - انتخابات الرئاسة الأمريكية 1920: الجمهوري وارن هاردن يهزم الديمقراطي جيمس كوكس والاشتراكي یوجین دبس، في أول انتخابات وطنية أمريكية يكون للمرأة فيها الحق في التصويت.
- 15 نوفمبر - في جنيف، انعقاد أول اجتماع لعصبة الأمم.
- 17 نوفمبر - مجلس عصبة الأمم يقبل دستور مدينة دنسيش الحرة.
- 21 نوفمبر - الأحد الدامي: القوات البريطانية تفتح النار على المتفرجين واللاعبين خلال مباراة في ملعب ملعب كروك بارك في دبلن، فقتل 14 مدنيًا إيرلنديًا. يأتي هذا في أعقاب اغتيال 12 عميل بريطاني في هجوم للجيش الجمهوري الإيرلندي في وقت سابق في مكان آخر.
- 28 نوفمبر - كمين كيلمايكل: مجموعة من الجيش الجمهوري الإيرلندي بقيادة توم باري تنجح بكمين استهدف شاحنتي جنود بريطانيين في كيلمايكل، مقاطعة كورك.

### ديسمبر
- 5 ديسمبر - استفتاء في اليونان يتم لصالح لإعادة النظام الملكي.
- 11 ديسمبر - إعلان الأحكام العرفية في إيرلندا.
- 16 ديسمبر
  - انضمام فنلندا إلى عصبة الأمم.
  - زلزال بقوة 8.6 بمقياس ريختر يسبب إنهيالًا في مقاطعة قانسو بالصين، ما أسفر عن مقتل 180.000 شخصًا.
- 15 ديسمبر - 22 ديسمبر - مؤتمر بروكسل يضع جدولًا زمنيًا لتعويضات الحرب الألمانية يزعم أن يمتد لأكثر من 42 عامًا.
- 22 ديسمبر - مؤتمر سوفييت روسيا الثامن يتبنى خطة غويلرو، خطة البلاد الرئيسية للتنمية الاقتصادية.
- 23 ديسمبر - المملكة المتحدة وفرنسا ترسمان الحدود بين سوريا التي تحتلها فرنسا وفلسطين التي تحتلها بريطانيا.

## مواليد
- أبو خليل لطفي
- أحمد الغوالمي
- أحمد بن علي آل ثاني
- أحمد زيد السرحان
- أحمد عبد السلام توفيق
- أكرم نشأت إبراهيم
- ألف رامسي
- ألفريد جونج
- أندريه شديد
- أنور نافع
- أوين تشمبرلين
- إبراهيم الشامي
- إحسان عباس
- إسحاق عظيموف
- الأزهر الشرايطي
- الحافظ خليل
- المهدي بن بركة
- باول تسيلان
- باولو توديتشيني
- بيتر ميتشل
- بيرتوس دي هاردر
- بيل كولنز
- تراودل يونغه
- جمال البنا
- جميل الغازي
- جو ويدر
- جورج بورتر
- جون هارساني
- حبيب علي الراوي
- حمو بوتليليس
- خافيير بيريز دي كويلار
- خالد محمد خالد
- دورس مورينجر
- دوغلاس نورث
- راي برادبري
- رشدي سعيد
- روزاليند فرانكلين
- رون لوين
- ريتشارد فون فايتسكر
- زوزو نبيل
- سلمى فلوح
- سوفور رودريغيز
- سيد النقشبندي
- شارلي باركر
- شحاتة هارون
- شفيق بلبع
- شولا كوهين
- شيلي وينترز
- صالح عبد الملك الصالح
- صلاح سالم
- صلاح نصر
- عبد الرحمن الخميسي
- عبد الرزاق محمد صالح بليلة
- عبد العزيز حسين
- عبد المحسن بن صالح الرشيد
- عبد الوهاب بنمنصور
- عزيز صدقي
- علي بن ريس
- علي صبري
- عوفاديا يوسف
- غابرييل روبرت
- غوتفريت بوم
- فرنسوا جاكوب
- فريتز فالتر
- فريد شوقي
- فيديريكو فليني
- قسطنطين سيمونيدس
- كارلو أزيليو تشامبي
- كايسون فومفيهان
- كوستانتين بيسكوف
- لورنس كلين
- ليوبومير لوفريتش
- ماريو بوزو
- مبارك الحمد الصباح
- مجيب الرحمن
- محمد أحمد الرشيد
- محمد أوفقير
- محمد العروسي المطوي
- محمد بن إبراهيم
- محمد ديب
- محمد صديق المنشاوي
- محمد علي فهمي
- محمد كاظم الطريحي
- محمد هلال
- محمود شكري
- مرتضى مطهري
- مصطفى إسكندراني
- مصطفى حافظ
- مصطفى خليل
- مصطفى كاتب
- موريس بوكاي
- موسى لاشين
- مونتغومري كليفت
- ميليتون كنتاريا
- نبيهة حداد
- نصر الدين طوبار
- نيكولاس بلومبرجن
- نيلس بوهلين
- هيلين توماس
- يوحنا بولس الثاني
- يوسف لطيف
- الملك فاروق الأول ملك مصر والسودان.
- بيتر جرين
- مارسيل رانيسكي

## وفيات
- أوجيني
- الريسوني
- جوزيف نورمان لوكير
- ديمتري إيفانوفسكي
- نكتاريوس الأجانيطي
- سرينفاسا أينجار رامانجن
- سعود بن عبد العزيز بن متعب الرشيد
- سيزار فلايشلن
- طاهر الجزائري
- فيلهلم فونت
- قدوري العيشة
- ماكس فيبر
- محمد بن عبد الله حسن
- يوسف العظمة
- جون جورج بارثولوميو
- والتر كلنر
- سليم رستم باز

## نال جائزة نوبل
- في الفيزياء – السويسري شارل ادوار غيوم.
- في الكيمياء – الألماني فالتر هيرمان نيرنست.
- في الطب – الدانماركي أوغست كروغ.
- في الأدب – النرويجي كنوت همسون.
- في السلام – الفرنسي ليون بورجوا.